# Colle della Crocetta (Alpi Graie)
Il Colle della Crocetta (2.641 m s.l.m.) è un valico alpino che collega la valle Orco con la Val Grande di Lanzo. Al colle transita la Grande Traversata delle Alpi.

## Caratteristiche

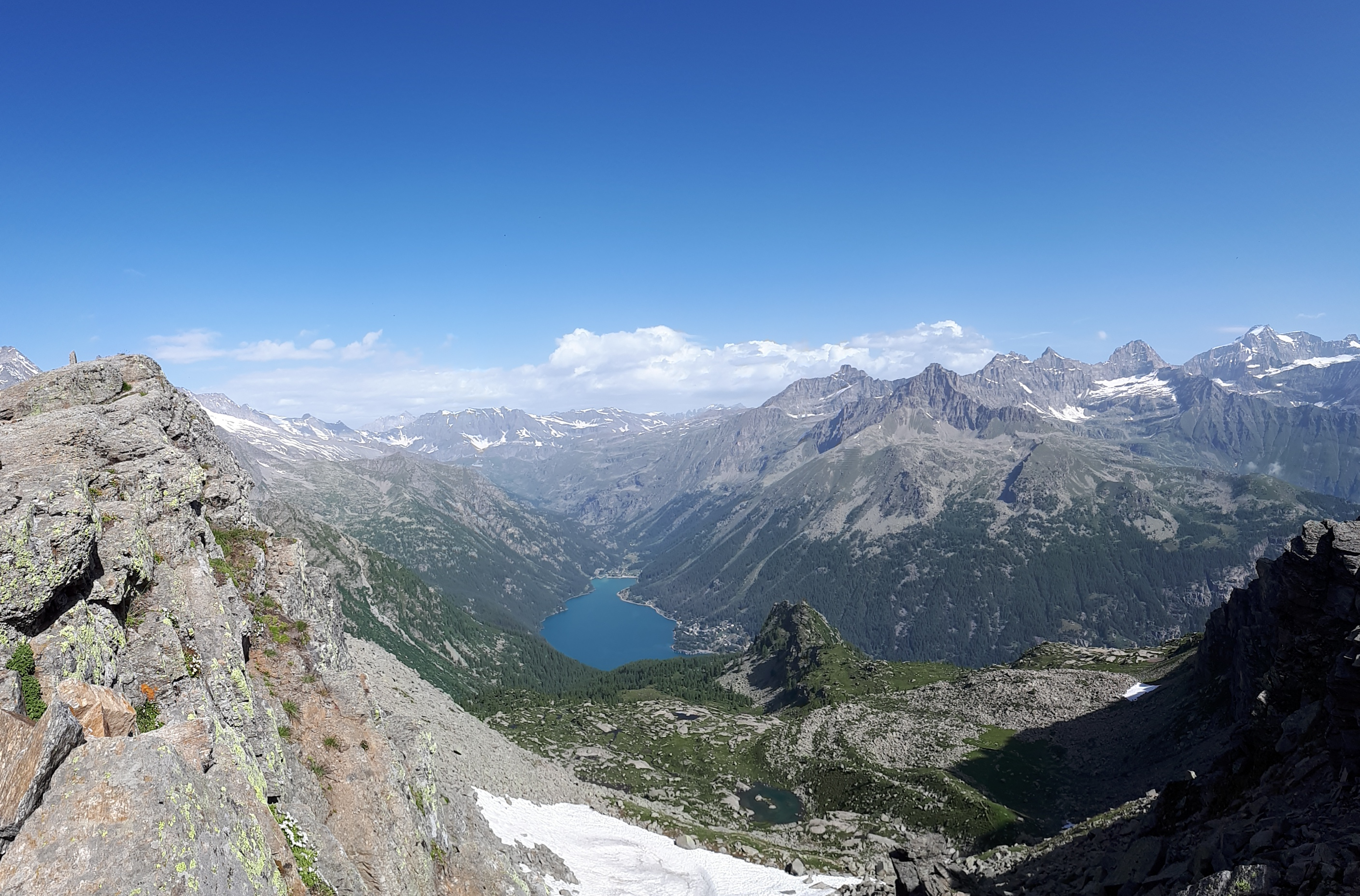
Il Lago di Ceresole ed il massiccio del Gran Paradiso visti dal colle.

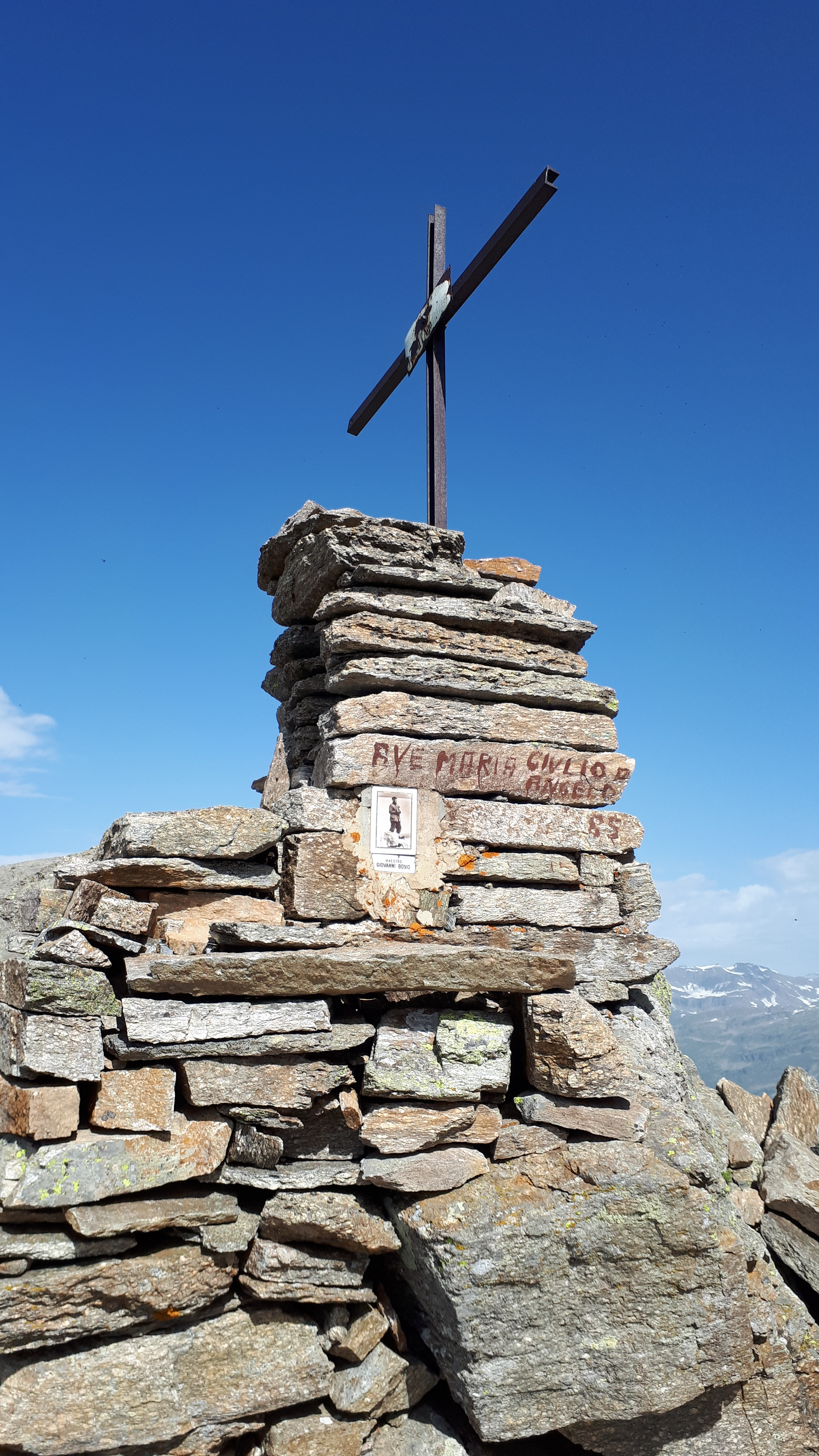
La croce collocata nei pressi del colle.

Il valico si colloca lungo la cresta di monti che, scendendo dalle Levanne, separano la valle Orco dalla val Grande di Lanzo. In particolare si colloca tra il monte Morion (2.839 m) e la cima della Crocetta (2.830 m).
Durante la Resistenza partigiana il colle fu teatro di diversi scontri tra formazioni militari avversarie.
Al colle sono presenti una statuetta della Madonna collocata in una nicchia realizzata con le pietre, una croce e gli immancabili cartelli indicatori.
Dal colle si gode di un'ampia visione sulle due valli collegate e sulle montagne circostanti. In particolare dal colle è possibile osservare il gruppo delle Levanne.

## Salita al colle
Si può salire al colle sia partendo da Pialpetta, frazione di Groscavallo oppure partendo da Ceresole Reale. In entrambi i casi si segue il sentiero segnalato come GTA.
Partendo da Pialpetta in val Grande di Lanzo si può proseguire in auto fino alla località Rivotti. Di qui si sale per sentiero che si inoltra nel vallone segnato dal rio Vercellino. Superati vari alpeggi si arriva al lago Vercellino. Dal lago in breve si perviene al colle.
Partendo da Ceresole Reale in auto costeggiando il lago si può arrivare fino a Villa Poma. Per sentiero si sale toccando nell'ordine le baite La Balma, Gran Ciavana e Fumanova ed infine si perviene al colle.

## Escursioni e salite dal colle

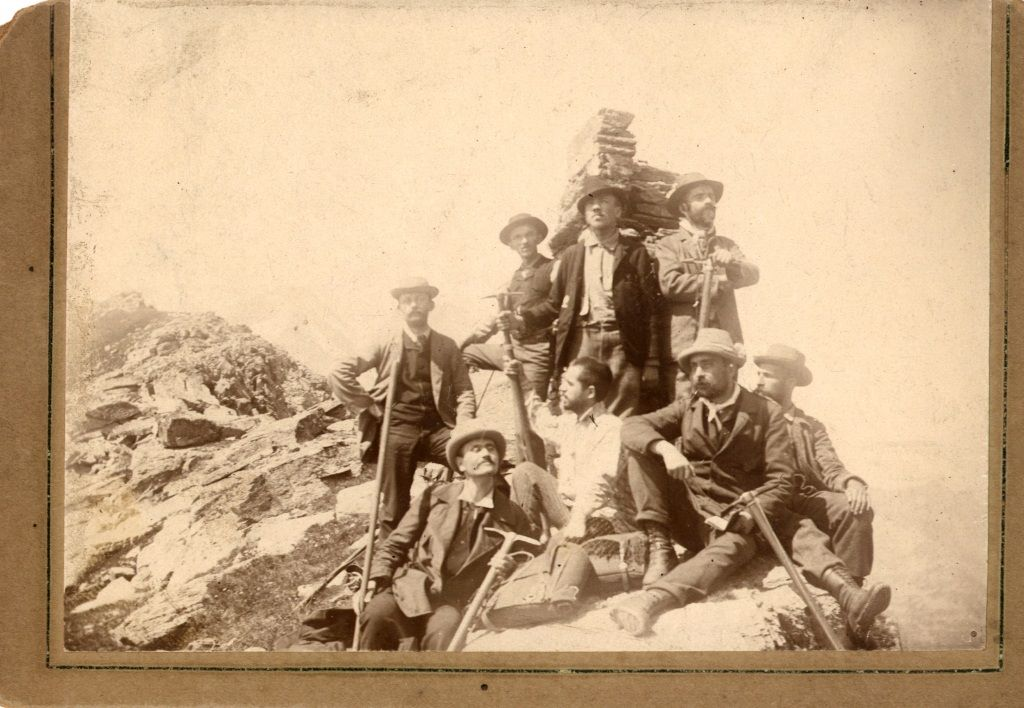
Primi anni del Novecento: escursionisti sul colle (foto M.Gabinio)

Partendo dal colle si possono effettuare alcune interessanti escursioni e ascensioni:
- Colle della Terra Fertà (2.721 m). Dal colle della Crocetta si sale appena sotto il filo di cresta ed in breve si raggiunge questo altro colle che scavalca un costolone che scende verso la val Grande di Lanzo.
- Cima della Crocetta (2.830 m). Passando per il colle della Terra Fertà si può raggiungere la vetta della montagna per la sua cresta sud.
- Lago della Fertà (2.558 m). Oltrepassando il colle della Terra Fertà si scende brevemente nel vallone di Unghiasse e si arriva al lago.
- Lago Grande di Unghiasse (2.489 m). Proseguendo in piano dopo il lago della Fertà si arriva a questo secondo lago.